# Кирель, Ноа
Но́а Ки́рель (ивр. נועה קירל‎; род. 10 апреля 2001, Раанана, Израиль) — израильская певица, телеведущая, модель, танцовщица и актриса. Пятикратная победительница MTV Europe Music Awards в категории «Лучший израильский исполнитель» (2017, 2018, 2020, 2021, 2022). Представительница Израиля на конкурсе песни «Евровидение-2023» с синглом «Unicorn».

## Биография

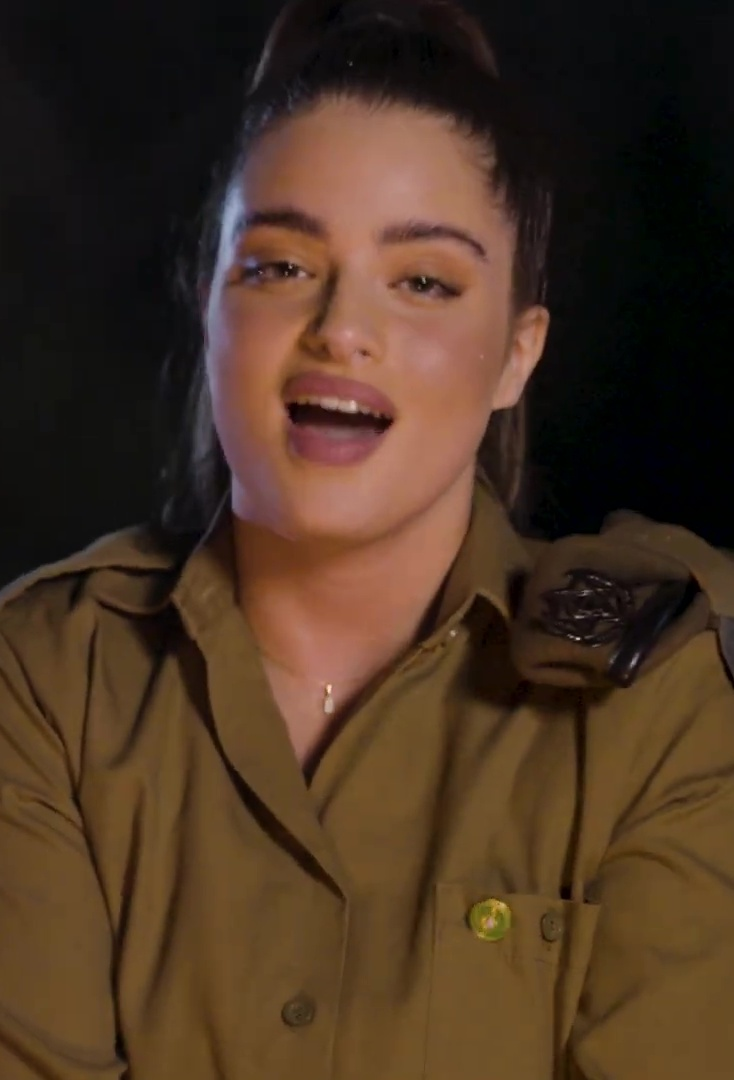
Кирель поёт в качестве солдатки военного оркестра Армии обороны Израиля в 2021 году

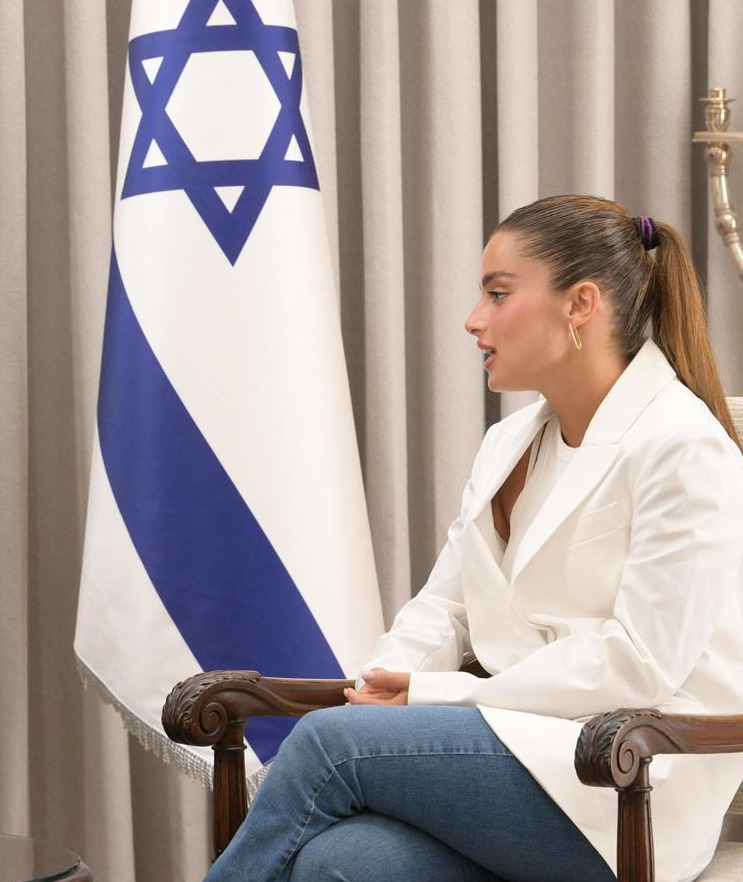
Кирель в качестве почётной гостьи в резиденции президента Израиля, 2023 год

Родилась в Раанане в семье родителей австрийско-еврейского и сефардского происхождения. Ноа — младший ребёнок Амира и Иланы Кирель, у неё есть два старших брата. Её отец является генеральным директором Glassco Glass (предприятие по производству стекла со штаб-квартирой в индустриальном парке Баркана). С его стороны Кирель имеет родственников, погибших во время Холокоста.
С марта 2020 года по февраль 2022 года проходила службу в Армии обороны Израиля, где выступала перед солдатами со своим репертуаром.
В августе 2021 года перенесла заболевание COVID-19.
В июле 2022 года было объявлено, что Ноа Кирель будет представительницей Израиля на «Евровидении-2023» в Великобритании. По результатам судейского голосования на конкурсе она получила 177 баллов и разместилась поначалу на второй строчке. Зрители поставили девушке 185 баллов. Суммарно набралось 362 балла и она заняла третье место, опередив тем самым 23 участника из других стран.

## Личная жизнь
С 2023 года встречается с израильским футболистом мюнхенской «Баварии» Даниэлем Перецом. В сентябре 2024 года пара обручилась. 